# The Border Line
The Border Line è un cortometraggio muto del 1916 diretto da Lawrence C. Windom (con il nome L.C. Windom).

## Produzione
Il film, che fu prodotto dalla Essanay Film Manufacturing Company, venne girato nell'Illinois con una cinepresa Bell & Howell.

## Distribuzione
Distribuito dalla General Film Company, il film - un cortometraggio in tre bobine - uscì nelle sale cinematografiche USA il 25 novembre 1916.